# Marco Ramacci
Marco Ramacci (ur. 24 kwietnia 1977 we Frascati) – włoski florecista, złoty medalista mistrzostw świata.
W 1994 roku zdobył indywidualnie brązowy medal na mistrzostwach świata kadetów w Meksyku.
Podczas mistrzostw świata w Hawanie w 2003 roku Włosi w składzie: Andrea Cassarà, Salvatore Sanzo, Simone Vanni i Marco Ramacci zdobyli złoty medal w zawodach drużynowych. W rywalizacji indywidualnej zajął tam 34. miejsce.
Zdobył też złoto drużynowo na mistrzostwach Europy w Moskwie w 2002 roku. W tej samej konkurencji zdobył również brązowy medal na mistrzostwach Europy w Kopenhadze w 2004 roku.